# Naringi
Naringi es un género con dos especies de plantas de flores perteneciente a la familia Rutaceae. 

## Especies seleccionadas
- Naringi alata
- Naringi crenulata